# .mz
.mz is het achtervoegsel van domeinnamen van Mozambique. Registraties gebeuren op het derde niveau onder de second-level-domeinen co.mz, org.mz, gov.mz en edu.mz.